# 달기

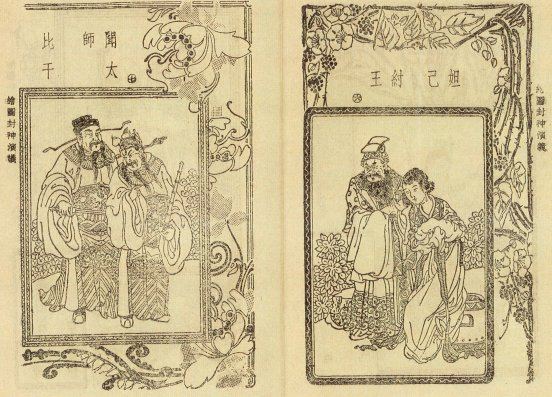
주왕과 달기(오른쪽)

달기(중국어 간체자: 妲己, 병음: Dájǐ)는 중국 은(殷) 왕조 말기(기원전 11세기경)의 왕 제신(帝辛)의 총비(寵妃)였다.하(夏) 왕조의 말희(末喜)와 더불어 악녀(惡女)의 대명사로서 알려져 있다.

## 약력
달기에 관한 기본사료는 《사기》(史記) 「은본기(殷本紀)」로, 그에 따르면 제신 즉 주왕은 달기를 몹시 총애하여 그녀가 원하는 것은 무엇이든 들어주었다고한다. 이로 인해 강황후의 질투를 받았고, 사이가 좋지 못했다. 어느 날 자객 강환이 주왕을 습격했고, 달기는 이를 강황후에게 덮어씌웠다고 한다. 자백을 받기위해 눈을 파내는 등 악행을 저질렀고 결국 강 황후는 사망하게 된다. 악사(樂師) 사연(師涓)을 시켜서 음탕한 음악인 북도지무(北鄙之舞) ・ 미미지악(靡靡之樂)을 만들었다. 무거운 세금을 거두어 녹대(鹿臺)에 전(錢)을 가득 채우고 거교(鉅橋)에는 곡식을 가득 채운 채, 사냥개와 말, 진기한 물품들로 궁실을 가득 채웠다. 사구(沙丘)의 원대(苑臺)를 넓혀서 들짐승과 날짐승을 모아 그 안에 풀어 길렀으며, 귀신을 깔보고 사구에 많은 사람들을 모아 즐겨 놀았다. 술을 채운 연못에 고기를 걸어둔 숲(주지육림)을 만들어서 나체의 남녀를 서로 뒤쫓게 하는 등 날마다 음탕한 밤을 보냈다. 마음에 들지 않는 이들에게는 기름을 칠한 구리 기둥 아래 불을 피운 뒤, 그 위를 걷게 하는 포락이라는 형을 구경하면서 웃고 즐기거나 돈분이라는
형을 만들어 구덩이에 독사와 전갈을 집어넣고 괴로워 하는 것을 즐겼다고 한다.
그 뒤 달기는 주(周)가 제후들을 규합해 은을 쳐서 멸망시킬 때 무왕(武王)에 의해 살해되었다(《사기》).
《열녀전》(列女傳) 권7 잉첩전(孽嬖傳)의 은주달기(殷紂妲己)조에는 포락(炮烙)이라는 형벌을 보며 달기가 웃었다고 한다. 재상 비간(比干)이 "선왕(先王)의 전법(典法)을 따르지 않고 아녀자의 말만 따르시니 재앙이 가까울 날이 머지 않았습니다."라고 간언하자, 달기가 주왕에게 "성인(聖人)의 심장에는 일곱 개의 구멍이 있다고 들었습니다"고 답하면서 주왕을 부추겨 비간의 심장을 도려내서 감상하였다. 주왕이 자살한 뒤, 달기도 무왕에 의해 참수되어 목이 작은 백기(白旗)에 걸렸고, "주왕을 망친 것은 이 여자다"라는 비난을 받았다고 한다.
《한서》(漢書) 외척열전(外戚列傳)의 안사고(顔師古)의 주(注)에는 "변사(弁辭)를 즐겨서 간사한 것을 구하는 데 열중하였다. 그 말을 제신이 써서 백성을 괴롭혔던 것이다."라고 하였다.

## 현대의 달기상(象)
중국에서 현재 달기라는 이름은 '악녀'이자 '매혹적인 여성'의 대명사이기도 하다. 전설에 따르면 달기는 주왕의 총애를 얻기 위해 여러 종류의 복숭아꽃 꽃잎을 따서 이것을 짜내어 굳힌 '연지(燕脂)'라는 형태의 화장을 발명해 뺨에 발랐다고 한다(홍분紅粉). 여기에서 달기가 그저 남자를 홀려 미치게 만든 단순한 요녀(妖女)가 아니라 남자의 애정에 호응했던 적극적인 여자라고 평가하는 이도 있다(연지라는 것은 다람화紅藍花 ・ 홍초紅草의 일종이라고도 한다). 달기를 소재로 한 시대물이나 극장 영화도 다수 제작되었다.

## 달기의 이름
《국어》(国語)에는 제신이 유소씨(有蘇氏)를 토벌했을 때 유소씨가 헌상한 것이 달기였으며, '기(己)'가 성이고 '달(妲)'은 자(字)라고 되어 있는데, 이 무렵 중국에서 여성 인명의 표기는 자를 앞에 적고 성을 뒤에 적는 것이 풍습이었다. '달기'라는 이름 자체를 그녀의 자로 본 것은 후세의 오해이다.

## 달기와 여우 전설

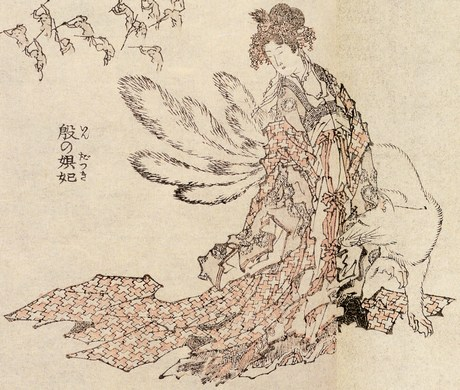
에도 시대의 가쓰시카 호쿠사이(葛飾北斎)가 그린 달기. 구미호로 변신하는 모습을 묘사하고 있다.

중국의 문학에서 달기는 주로 구미호의 화신이었다는 전설과 결부되어, 《전상평화》(全相平話)의 한 대목인 「무왕벌주평화(武王伐紂平話)」에도 여우의 화신으로서 달기가 등장한다. 《천자문》(千字文)에서 "주가 은의 탕을 벌했다"는 부분에 대한 주석에서 은의 주왕(기원전 11세기경)을 유혹해 나라를 기울게 한 달기를 구미호로 지적했으며, 이 설을 기초로 명나라 때의 《봉신연의》(封神演義)가 창작되었다. 《봉신연의》에서 달기는 천년 묵은 여우 요괴로 등장하며, 은에서 주로 넘어가는 '혁명(革命)'을 실현시키기 위한 임무를 띠고 지상으로 파견되어, 기주후(冀州侯) 소호(蘇護)의 딸이었던 소달기(蘇妲己)의 혼을 빼앗아 달기가 되어, 마침내 주왕을 타락시켜 은을 멸망에 이르게 했다. 또한 《사기》에는 나오지 않는 호희미(胡喜媚), 왕귀인(王貴人)이라는 두 명의 가공의 여성이 달기와 함께 주왕의 총희(寵姬)로서 등장하고 있는데, 호희미는 머리 아홉 달린 꿩의 정령이고, 왕귀인은 옥석으로 만든 오래된 비파(琵琶)의 정령으로 설정되어 있다.
또한 일본에서는 달기가 일본으로 도망쳐서 천황의 총비가 되어 나라를 어지럽히려 했다는 타마모노마에(玉藻前) 전설로 연결된다. 고대 중국과 인도, 일본의 세 나라를 돌며 3천년에 걸쳐 전생을 반복하며 남자를 유혹해 파멸로 이끌고 나라를 멸망시키려 한 구미호의 이야기를 다룬 에도 시대의 소설 《삼국악호전》(三国悪狐傳)에서 달기는 화양부인(華陽婦人), 포사(褒姒), 타마모노마에와 함께 구미호의 화신으로 등장하고 있다.
악녀라는 달기의 이미지에서 나온 것이 가와타케 모쿠아미(河竹黙阿弥)의 『달기 오햐쿠(妲己のお百)』으로 알려진 요시와라(吉原)의 유녀(遊女), 독부(毒婦) 오햐쿠이다. 오햐쿠는 교토(京都) 구조도리(九条通)의 천한 집에서 태어나, 빼어난 용모로 열네 살에 기온노 나카무라야(祇園中村屋)라는 유곽의 유녀가 되어 고노이케 젠고에몬(鴻池善右衛門)의 수청을 들게 되었는데, 에도의 배우 진타우쿠라(津打友蔵)와 간통하여 에조로 가서 우쿠라의 사후 니이키치하라(新吉原)의 오와리야 세이주로(尾張屋清十郎)의 부인을 거쳐 사타케(佐竹) 집안의 가신 나와 주자에몬(那河忠左衛門)의 첩이 되었다가 아키타 소동(秋田騒動)과 관련되어 이름을 '리쓰(りつ)'로 고친다. 아키타 소동과 관련해 나와가 처형된 뒤에도 오하쿠는 단순한 고용인이라는 이유로 처벌도 받지 않고 머지 않아 에도를 나와 다시 다카마 소동(高間騒動)의 주동인물이 되는 다카마 이소에몬(高間磯右衛門)의 첩이 되었다고 한다. 다섯 번이나 남편을 살해하고 갈아치운 그녀의 편력은 에도 시대 호레키(宝暦) 연간의 퇴폐상을 대표하는 것으로 여겨지고 있다.

## 같이 보기
- 백읍고
- 팜 파탈
- 포사 (주나라)
- 호희미
- 여와
- 다마모노마에